# Latentní homosexualita
Latentní homosexualita je nevědomá nebo nezjevná erotická náklonnost k příslušníkům stejného pohlaví. Může znamenat skrytou tendenci k homosexuálním vztahům, která je danou osobou a jejím okolím potlačená, nebo nikdy nerozpoznaná a nepřiznaná.

## Spojitost s prostředím
To, zda se lidé s větší či menší mírou homosexuálních sklonů ztotožní s homosexuální identitou nebo si osvojí vzorce chování, které jsou s homosexuální identitou stereotypně spojovány, závisí nejen na povaze a intenzitě těchto sklonů, ale ve značné míře i na vlivu prostředí.
Otázka, jak se člověk vymezí, se stala aktuální zejména po vzniku a rozšíření společenského konstruktu homosexuality koncem 19. století: vize homosexuálů jako zvláštního typu lidí na jedné straně nabízí homosexuálně disponovaným lidem speciální roli (zpočátku roli „nemocného“, která byla výhodnější než role amorálního zločince, od poslední čtvrtiny 20. století roli „člena menšiny“, která usnadňuje nalezení a legitimizaci odpovídajícího životního stylu), na druhé straně je však svým způsobem vyčleňuje ze společnosti, z kontinua normality a standardních životních rolí. Kultura, v níž má vliv homosexuální nebo homofobní ideologie, vytváří ostrou hranici mezi homosexuály a nehomosexuály a nutí člověka, aby se k pojmu homosexuality vymezil, a tak vytváří i vrstvu latentních homosexuálů. Pravděpodobnost odmítnutí homosexuální identity je zvýšena homofobií a odsuzujícími postoji, nedostupností vzorů homosexuální identity, nepřijatelností dostupných vzorů, ale i tím, pokud citové potřeby mohou být naplněny i bez přijetí speciální identity.
S prostředím, kde se vyskytují pouze příslušníci jednoho pohlaví, jako jsou dívčí nebo chlapecké školy, vězení nebo služba v armádě, bývá sice spojována představa o vyšší pravděpodobnosti sexuálních kontaktů mezi osobami stejného pohlaví, ale není doloženo, že by byly významně často spojené s přijetím homosexuální identity nebo s osobami, které mají vyšší míru homosexuálních dispozic.

## Spojitost s homofobií
Při výzkumu, který v roce 1996 provedli na University of Georgia Henry Adams, Lester Wright Jr. a Bethany Lohr, se u homofobních mužů častěji než u nehomofobních mužů objevila genitální reakce na pornografické mužské homosexuální video a homofobní muži častěji tuto svou reakci podceňovali. Studie byla provedena na 64 heterosexuálních mužích, z nichž 35 projevovalo homofobní rysy a 29 ne. Pomocí penilní pletyzmografie byly provedeny 3 testy. Reakce testovaných na heterosexuální a lesbickou pornografii byla stejná, výrazně se však lišila, když byli testovaní muži vystaveni homosexuální pornografii. Na mužské homosexuální video reagovalo nějakou mírou erekce 24 % nehomofobních mužů a 66 % neprojevilo žádné znatelné vzrušení, avšak z mužů, kteří se umístili navrchu „homofobní stupnice“, reagovalo nějakou mírou erekce 54 % a jen u 20 % z nich se neprojevilo žádné znatelné vzrušení. Tato reakce na homosexuální tematiku byla celkově nižší než na heterosexuální a lesbickou, nemusí mít proto vypovídající hodnotu. Když nakonec testovaní vlastní sexuální vzrušení hodnotili, homofobní muži znatelně podcenili svou reakci na homosexuální video.
Vědci se však stále nemohou shodnout, zda byli homofobní muži stimulováni svou latentní homosexualitou nebo spíš negativními emocemi, jako je úzkost, která může i neuvědoměle zvyšovat sexuální vzrušení.

## Latence homosexuality u Freuda
Sigmund Freud stejně jako mnozí autoři před ním i po něm předpokládal, že v každém člověku se vyskytují prvky mužské i ženské, tedy i jistá větší či menší míra homosexuality, u většiny lidí jsou však homosexuální sklony vytěsněny. Podle Freuda byl prvním, kdo inversi (homosexualitu) vysvětloval konstituční bisexuálností (hermafroditismem) člověka, v roce 1884 E. Gley.
Hnutí inverze (homosexuality) ve formě fixace libida na osoby stejného pohlaví v nevědomém duševním životě přisoudil Freud všem neurotikům bez výjimky (ovšem inverse není na jiná narušení normy ani výkonnosti vázána). Freud se také přiklonil k názoru, že kde není inverse považována za zločin, tam se můžeme ze zkušenosti přesvědčit, že plně odpovídá sexuálním sklonům mnoha jedinců.

## Homosocialita a homosexuální panika
Hans Blüher, aktivista německého mládežnického hnutí Wandervogel, v roce 1919 vyslovil tezi, že v „mužských spolcích“ hraje mužsko-mužská erotika vždy významnou roli, ale v různých typech spolků, skupin či přátelských dvojic je v různé míře realizována. Nejtypičtější je v nich podle něj tzv. rozptýlený erotismus, volně přecházející tam a zpět mezi přátelstvím a láskou. Zakladateli a hybnými duchy takových spolků bývají podle Blühera dominantní muži mužného typu s homosexuální orientací, pro které je stejně podstatná idea spolku (náboženská, politická, umělecká…) jako možnost vytvářet mužské přátelské společenství. Současně Blüher předjímal, že podobnou roli by mohla hrát ženská hnutí. Vzhledem k tomu, že v brzké době se nejznámějším mužským spolkem staly nacistické SA, Blüher se přestal ke své teorii hlásit a oženil se.
Eve Kosofsky Sedgwick, americká teoretička gender studies a queer teorie, zavedla termín homosexuální panika pro fenomén, kdy prostředí mužských spolků se cítí ohroženo tím, že pánské spolky, přátelství i staromládenectví mohou být interpretovány jako projevy více či méně latentní homosexuality, což vede k jejich zuřivému boji nejen proti homosexualitě, ale i proti všem projevům mužské náklonnosti. Sedgwick tím vysvětlovala homofobii i misogynii patriarchálních společnosti. Martin C. Putna ideu mužských spolků zahrnuje do pojmu homosocialita a moderní tendenci interpretuje tak, že objevení pojmu homosexuality původní mužskou homosocialitu zabilo. Nezávisle na Sedgwickové německý teolog, psychoanalytik a profesor katolické dogmatiky Eugen Drewermann (o dva roky později pro nekonformní názory arcibiskupem suspendovaný z kněžského úřadu a zbaven práva vyučovat teologii) v podobném duchu analyzoval prostředí římskokatolického kléru.
O tom, že řada autorů pokládá podprahové a většinou neuvědomělé homoerotické interakce za tmel pojící dohromady mnohé typicky mužské společenské struktury, počínaje hospodou a sportovním oddílem a konče parlamentem, univerzitou a církví, se zmiňuje také biolog a filozof Stanislav Komárek. V eseji Tmel instituce odhaduje, že tato duševní komponenta chybí jen tak asi desíti procentům mužské populace, přičemž tato „solitérnost“ je jim handicapem v zapojení do společenských struktur. Muže tvořícího „emoční zesíťování“ (v podstatě perzistencí některých juvenilních rysů psychiky) považuje Komárek za paleolitickou evoluční novinku, zatímco solitérního vůdce primátí tlupy za vývojově archaičtější typ. Homoerotická komponenta podle Komárka (který se odvolává na Drewermanna, Freuda i Badinterovou) funguje jako emoční vyztužení mužských societ nejlépe tehdy, je-li podprahová, případně i spojená s restrikcemi explicitních homosexuálních aktivit. Komárek si všímá i závislosti emočních vztahů mezi muži na dobové kultuře: zatímco v éře romantismu se muž běžně vodil za ruku či pod paží s přáteli a na památku jim zanechával kadeř svých vlasů a projevoval své city, po roce 1850 se však dostali do módy muži činu a závěr 19. století přinesl historicky největší pronásledování homosexuálů, a to jak po soudní, tak po medicínsko-patologické linii. Větší ženská společenství jsou podle Komárka vzácnější a ženské řeholní řády méně soudržné. Zakladatel sociobiologie, Američan E. O. Wilson, viděl ve vyhraněných homosexuálech náznak kasty se zvláštním určením, podobné kastám u sociálního hmyzu, které v tradičních společnostech mohly příslušet například role šamanů, léčitelů, vyjednávačů, tlumočníků, strážců tradic, a také je porovnával s rolí „helpers“ u některých savců (např. vlků) a ptáků (např. vran) – Komárek připomenul i podobnost s organizaci středověkých cechů, kde se směl ženit jen mistr, zatímco tovaryši a učňové patřili k jeho velkorodině a nejmladší z nich se věnovali pomocným pracím a hlídání dětí.
Proti propatriarchálním, homofobním a misogynním mužským spolkům někteří autoři, například spisovatel Edward Carpenter nebo literární kritik Volker Bischoff, staví vize demokratické a osvobodivé homosociality (Bischoff jako jeden z příkladů uvádí přátelství Toma Sawyera a Huckleberryho Finna).